# Umberto Favero
Umberto Favero (Padova, 25 aprile 1909 – Montebelluna, 3 gennaio 1983) è stato un calciatore italiano, di ruolo difensore.

## Carriera
Cresciuto nel Padova, tra il 1927 e il 1933 gioca con i biancoscudati sei stagioni, una delle quali nel primo campionato di Serie A, collezionando in totale 67 presenze.
Tra il 1933 e il 1935 partecipa a due tornei di Serie B nella Catanzarese, dove chiude anche la carriera.

## Palmarès

### Club

#### Competizioni nazionali
- Serie B: 1

Padova: 1931-1932